# Immanuel-Kapelle (Berlin-Weißensee)

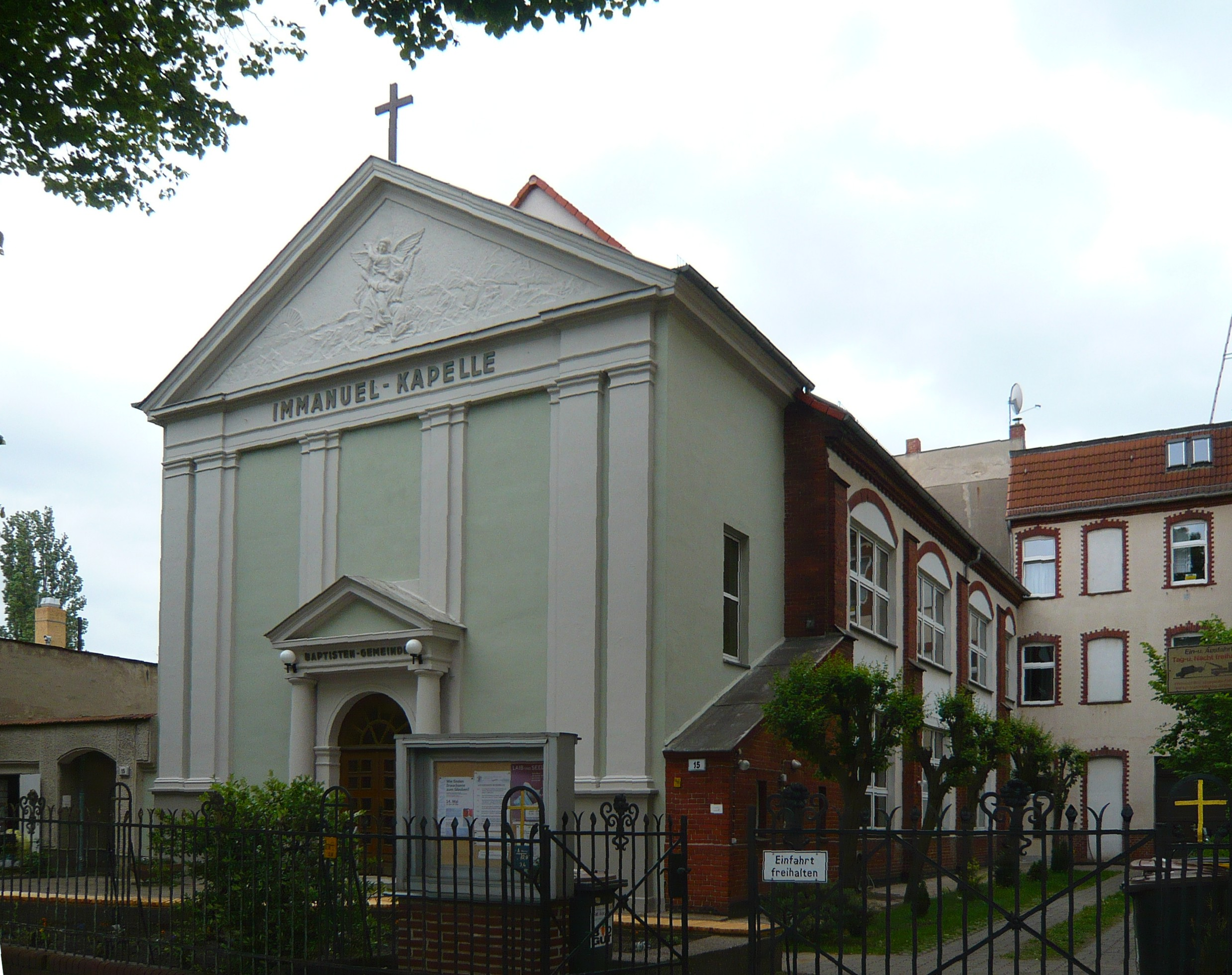
Immanuel-Kapelle

Die  Immanuel-Kapelle in Berlin ist ein Kirchenbau im Stadtteil Weißensee unter der Adresse Friesickestraße 15.
Sie ist die Kirche der Baptistengemeinde in Berlin-Weißensee, die zum Bund Evangelisch-Freikirchlicher Gemeinden in Deutschland gehört.

## Geschichte
1881 versammelten sich in der Bäckerstube des Gemeindegründers August Lehmpfuhl Kinder von der Straße, um in der Sonntagsschule – dem heutigen Kindergottesdienst – Lesen und Schreiben anhand biblischer Geschichten zu lernen. Später bezogen die Baptisten in Weißensee Quartier im Haus einer Schlachterei. Erst 1910 konnte ein eigenes Gotteshaus nach einem Entwurf von Carl Moritz in der Friesickestraße eingeweiht werden.

## Beschreibung
Die neoklassizistische Saalkirche hat einen rechteckigen Grundriss, ebenso der eingezogene Vorbau mit Pilaster als Verzierung. Das Portal wird von Säulen flankiert und ist mit einem Tympanon bedeckt.
Unter dem Satteldach befindet sich im Innern ein Tonnengewölbe. Das Kirchenschiff hat an drei Seiten Emporen, jene über dem Eingang trägt die Orgel.

## Orgel
Die erste Orgel, die von der Orgelbau-Anstalt Dienegott Janott aus dem heutigen Nowy Tomyśl stammte, wurde wegen steigenden Reparaturbedarfs 1937 durch das Instrument Opus 1646 von G. F. Steinmeyer & Co. ersetzt.
Die Orgel hat 30 Register. Die Spieltraktur ist elektropneumatisch, ebenso die Registertraktur. Es stehen drei Normal-Koppeln, eine Unter-Koppel II und eine Ober-Koppel II–P zur Verfügung. 2 freie Kombinationen und Tutti sind möglich. Als Spielhilfe gibt es einen Registerschweller. Die Orgel hat folgende Disposition:
| I Hauptwerk C–g3 |        |
| Quintatön        | 16′    |
| Prinzipal        | 08′    |
| Rohrflöte        | 08′    |
| Weidenpfeife     | 08′    |
| Oktav            | 04′    |
| Nachthorn        | 04′    |
| Gemshorn         | 02′    |
| Oktävlein        | 01′    |
| Mixtur           | 01 ⁄3′ |
| Trompete         | 08′    |

| II Manual C–g3 |         |
| Gedackt        | 08′     |
| Violflöte      | 08′     |
| Unda maris     | 08′     |
| Prinzipal      | 04′     |
| Blockflöte     | 04′     |
| Quint          | 02 ⁄3′  |
| Waldflöte      | 02′     |
| Terz           | 01 3⁄5′ |
| Schwiegel      | 01′     |
| Cymbel         | 01⁄2′   |
| Krummhorn      | 08′     |
| Tremulant      |         |

| Pedal C–f1    |     |
| Prinzipalbass | 16′ |
| Subbass       | 16′ |
| Zartbass      | 16′ |
| Oktavbass     | 08′ |
| Rohrflöte     | 08′ |
| Choralbass    | 04′ |
| Bauernpfeife  | 02′ |
| Posaune       | 16′ |
| Trompete      | 04′ |

- Koppeln: II/I, II/II Sub, I/P, II/P, II/P Super
- Spielhilfen: 2 freie Kombinationen, Tutti, Registerschweller

Anmerkungen
1. ↑  Register nachträglich hinzugefügt